# 天主教伊格萊西亞斯教區
天主教伊格萊西亞斯教區（拉丁語：Dioecesis Ecclesiensis）是天主教會在義大利的一個教區。屬卡利亞里總教區。
第一位記於文獻的主教（當時教區的名字是蘇爾西斯，位於今天的聖安蒂奧科）出現484年，當時他參加了迦太基的宗教會議。教區7世紀阿拉伯人入侵時被撤銷，11世紀末恢復。13世紀教座遷到特拉塔利亞斯，直到1503年12月8日遷至伊格萊西亞斯。1514年1月9日與卡利亞里合併，至1763年5月18日教區再次分出。
教區範圍包括卡尔博尼亚-伊格莱西亚斯省東部及卡利亞里省南部，2006年有教友145,000人，佔轄區總人口99.6%。教區下轄六十四個堂區，有八十九名司鐸。現任教區主教為若望·保祿·澤達。